# Сен-Поликарп
Сен-Полика́рп (фр. Saint-Polycarpe) — коммуна во Франции, находится в регионе Лангедок — Руссильон. Департамент коммуны — Од. Входит в состав кантона Сент-Илер. Округ коммуны — Лиму.
Код INSEE коммуны — 11364.

## Население
Население коммуны на 2008 год составляло 167 человек.
| 1962 | 1968 | 1975 | 1982 | 1990 | 1999 | 2008 |
| ---- | ---- | ---- | ---- | ---- | ---- | ---- |
| 170  | 158  | 175  | 188  | 200  | 185  | 167  |

## Экономика
В 2007 году среди 105 человек в трудоспособном возрасте (15—64 лет) 72 были экономически активными, 33 — неактивными (показатель активности — 68,6 %, в 1999 году было 66,7 %). Из 72 активных работали 62 человека (34 мужчины и 28 женщин), безработных было 10 (5 мужчин и 5 женщин). Среди 33 неактивных 7 человек были учащимися или студентами, 12 — пенсионерами, 14 были неактивными по другим причинам.